# Kiilaspere
Kiilaspere – wieś w Estonii, prowincji Rapla, w gminie Märjamaa.